# Rolf Linder
Rolf Åke Valdemar Linder, född 15 oktober 1951, är en svensk före detta fotbollsspelare (mittback) som representerade Gais 1977.
Linder började sin karriär i Melleruds IF, och följde inför säsongen 1977 sin lagkamrat i Mellerud, Alf Engqvist, till Gais. Han spelade emellertid bara fyra matcher för Gais säsongen 1977, och efter att ha tillbringat säsongerna 1978 och 1979 i reservlaget gick han 1980 till Fässbergs IF. Efter säsongen 1981 avslutade han karriären.